# بنك روما

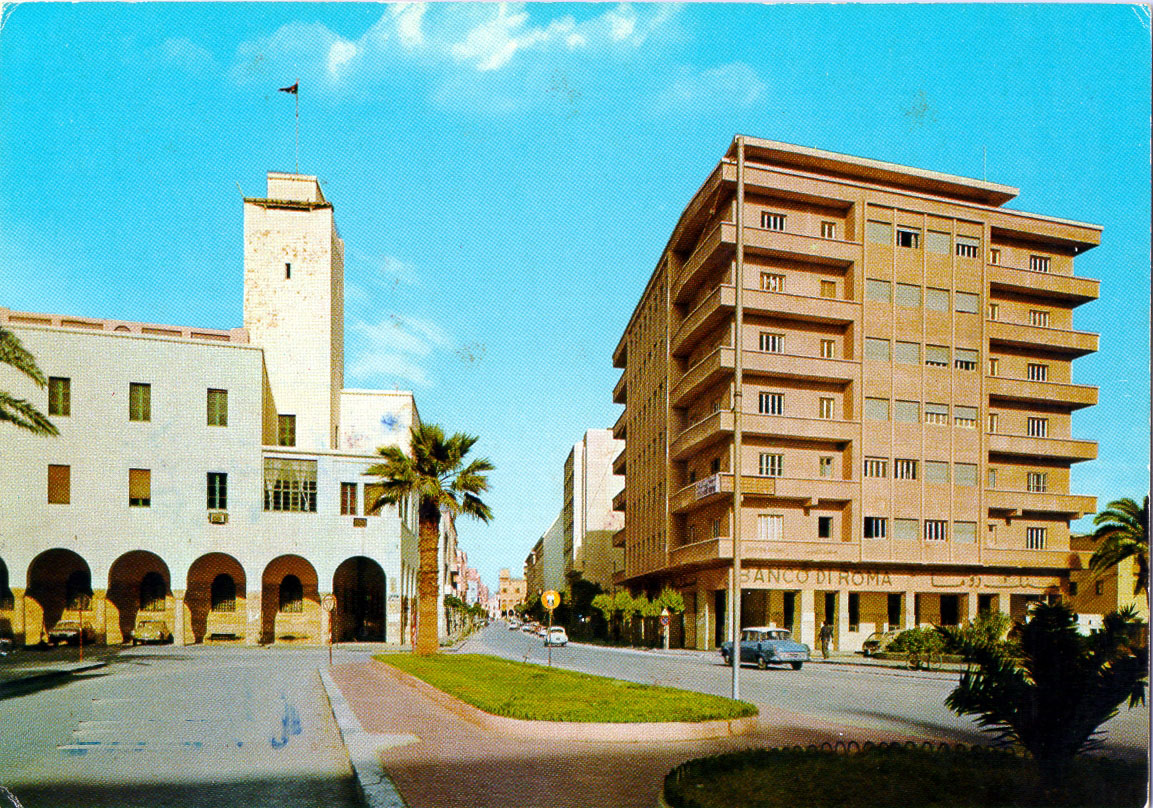
بنك روما في شارع عمر المختار (بنغازي).

بانكو دي روما أو بنك روما (1880 - 1992) (بالإيطالية: Banco di Roma)‏ كان من كبريات المصارف التاريخية السابقة في إيطاليا. وفي العام 1992 ونتيجة اندماج «كازا دي رسبارميو دي روما» الذي تأسس في 1836، و«بانكو دي سانتو سبيرتو» الذي تأسس في 1605، توحدت المنظمة الجديدة تحت مسمى بنك روما أو بانكا دي روما "La Banca di Roma".

## تاريخ
تأسس بانكو دي روما في العام 1880 بمبادرة من بعض الأعيان في مدينة روما في فترة تمتعت فيها المدينة بتنمية اقتصادية ونهضة للمدينة التي صارت حديثا وقتها عاصمة للبلاد.
المصرف الذي أنشأ أظهر حفاظا على التقاليد البنكية الأوروبية إضافة إلى حرفية مهنية عالمية. في عقود قليلة افتتح البنك فروعا له في كافة أنحاء إيطاليا، كما عد أول مصرف إيطالي يفتتح فروعا له خارج الأراضي الإيطالية في الفترة بين (1901 - 1914). بعد نهاية الحرب العالمية الأولى ظهرت آفاق جديدة في مجال الاستثمار في البنية الصناعية. في 1934 بدئ في إعادة تنظيم النظام المصرفي المحلي لبانكو دي روما، ليقع تحت سيطرة معهد التعمير الصناعي "Istituto per la Ricostruzione Industriale"، ليصير مصرفا وطنيا. مع بداية الحرب العالمية الثانية صار لبانكو دي روما تواجد عد الأقوى في إيطاليا وضم شبكة مصالح دولية كبيرة خصوصا في منطقة البحر المتوسط والشرق الأوسط وشرق أفريقيا.
رغم بعض التأثر بعد الحرب إلا أن نمو المصرف استمر في التزايد في العقود التالية، بالرغم من منافسة ميديوبانكا "Mediobanca"، واستمر الأمر في الخمسينيات والستينيات سواء في إيطاليا أو خارجها.
بدأت المشاركة الدولية في المصرف في السبعينيات عبر اتفاقية التعاون المسماة «الشركاء الأوروبيون» Europartners والتي وقعها كومرزبانك "Commerzbank" الألماني وكريدي ليوني "Crédit Lyonnais" الفرنسي، وبانكو هيسبانكو أمريكانو "Banco Hispano-Americano" الأسباني، وافتتاح الأفرع الجديدة في أسواق أمريكا الشمالية والشرق الأقصى.